# Hobe Sound, Florida
Hobe Sound är en ort (CDP) i Martin County, i delstaten Florida, USA. Enligt United States Census Bureau har orten en folkmängd på 11 521 invånare (2010) och en landarea på 13,6 km².